# 14114 Randyray
14114 Randyray eller 1998 QE35 är en asteroid i huvudbältet som upptäcktes den 17 augusti 1998 av LINEAR i Socorro County, New Mexico. Den är uppkallad efter Randy Ray.
Asteroiden har en diameter på ungefär 5 kilometer.